# Martin Eden (chanson)
Pour les articles homonymes, voir Martin Eden (homonymie).
Martin Eden est une chanson écrite par le chanteur-compositeur-interprète américain Billie Hughes et les compositeurs italiens Ruggero Cini et Dario Farina ,. Elle a été écrite par les compositeurs ayant pour thème 1979 de la mini-série TV Martin Eden, base sur le roman de Jack London et réalisé par Giacomo Battiato,,.
La chanson a été enregistrée par Billie Hughes et est sortie en tant que single en Europe, apparaissant dans le hit parade du Billboard dans plusieurs pays, tel que la Suède où le single a atteint la deuxième place,.
Martin Eden a été chantée en polonais par le groupe Smugglers et est sortie en 2009.
CBS Allemagne a sorti "Martin Eden" à la fois en single et en titre supplémentaire sur l'album Dream Master de Hughes, avec "Martin Eden" apparaissant comme premier titre.

## Tracklist
| No | Titre                      | Durée |
| -- | -------------------------- | ----- |
| 1. | Martin Eden                | 3:28  |
| 2. | Mexicana                   | 3:28  |
| 3. | Martin Eden (Instrumental) | 3:28  |

## Petr Rezek version
L'artiste tchèque Petr Rezek a enregistré "Martin Eden" avec les paroles et le titre tchèques "Tulák Po Hvězdách" (Errance dans les étoiles) en single en 1984. Il a été enregistré avec son groupe Centrum.
"Tulák Po Hvězdách (Martin Eden)" a été inclus dans l'album rétrospectif de Peter Rezek Pop Gallerie, sorti par Supraphon en 2008.